# Borgosesia Calcio
Borgosesia Calcio là một câu lạc bộ bóng đá Ý, có trụ sở tại Borgosesia, Piedmont.

## Lịch sử

### Thành lập
Câu lạc bộ ra đời vào năm 1925 là kết quả của sự hợp nhất giữa Câu lạc bộ bóng đá Borgosesia và Vallana Trattoria, đội bóng của quận Santa Maria, chủ tịch đầu tiên được bầu là ông Don Donati, với Phó chủ tịch Franco Negri. Màu đầu tiên của đội là màu trắng, sau đó trở thành màu xanh lá cây. Trong xã hội đương đại, từ cánh đồng gần ga tàu, chuyển đến Viale Vittorio Veneto. Năm 1932 đổi tên, trở thành Associazione Sportiva Borgosesia.
Năm 1945 sau Thế chiến II, kỹ sư Bozzola, với sự giúp đỡ của một số nhà lãnh đạo đã tái lập công ty dưới cái tên Associazione Calcio Borgosesia. Năm đó đã được chọn màu sắc, màu grenade là màu chính, cũng được kết hợp với màu xanh lá cây của sự khởi đầu.

### Serie D
Vào năm 1952, Borgosesia được thăng hạng lên Division IV, Serie D hiện tại. Huấn luyện viên của đội là Frederick Munerati. Năm 1954, đội được mời tham gia khóa huấn luyện Nazionale Italiana, sau đó được huấn luyện bởi Silvio Piola.
Vào năm 1968, sau trận chiến với Suno, Borgosesia đã chơi tám mùa ở Serie D: các kỹ thuật viên của giai đoạn này là Tarabbia, Giancarlo Amadeo, Donna và Sturaro. Chu kỳ được đóng lại vào năm 1976 với sự xuống hạng.
Năm 1990 bắt đầu một kỷ nguyên mới cho đội, do Mario Majolo chủ trì và được lãnh đạo bởi kỹ thuật viên trẻ Gianmario Arrondini, sự chuyển đổi từ Prima Categoria sang Promozione. Nhờ cải cách và tạo ra một thế hệ mới vào năm 1991, Borgosesia đã có được sự tái tổ chức ở Eccellenza.
Vào năm 1993, với huấn luyện viên Paul Rose, đội bóng đến từ Piedmont đã được thăng hạng ở Campionato Nazionale Dilettanti. Đội đã giành được chức vô địch này, vào cuối mùa giải Campionato Nazionale Dilettanti, Borgosesia đã đạt đến đỉnh cao của lịch sử, với lần thăng hạng đầu tiên ở Serie C2. Tuy nhiên, chỉ chơi một năm sau khi thua trận đấu với Pro Patria.
Mùa 2011/2012, đội đã kế thúc ở Serie D bảng B đã kết thúc với vị trí thứ 6.

## Màu sắc và huy hiệu
Màu sắc của đội là toàn màu đỏ sẫm.